# Proformica ferreri
Proformica ferreri är en myrart som beskrevs av Jean Bondroit 1918. Proformica ferreri ingår i släktet Proformica och familjen myror. Inga underarter finns listade i Catalogue of Life.